# Diego Orecchioni
Diego Orecchioni (Lannemezan, 19 marzo 2000) è uno sciatore alpino francese.

## Biografia
Specialista delle prove tecniche originario di Valmorel e attivo dal novembre del 2016, Orecchioni ha esordito in Coppa Europa il 6 gennaio 2019 a Val-Cenis in slalom speciale e in Coppa del Mondo il 23 ottobre 2022 a Sölden in slalom gigante, in entrambi i casi senza completare la gara; il 14 marzo 2024 ha conquistato a Trysil nella medesima specialità la prima vittoria, nonché primo podio, in Coppa Europa. Non ha preso parte a rassegne olimpiche o iridate.

## Palmarès

### Coppa del Mondo
- Miglior piazzamento in classifica generale: 138º nel 2025

### Coppa Europa
- Miglior piazzamento in classifica generale: 22º nel 2024
- 2 podi:
  - 2 vittorie

#### Coppa Europa - vittorie
| Data          | Località | Paese    | Specialità |
| ------------- | -------- | -------- | ---------- |
| 14 marzo 2024 | Trysil   | Norvegia | GS         |
| 18 marzo 2024 | Hafjell  | Norvegia | GS         |

Legenda:

GS = slalom gigante

### Campionati francesi
- 1 medaglia:
  - 1 oro (slalom gigante nel 2024)